# توبونوم
التوبونوم (بالانجليزية:Toponome)
«التوبونوم» هو رمز أو كود الشبكة المكانية للبروتينات وغيرها من الجزيئات الحيوية التي تكون المظهر والشكل الخارجي للخلايا والانسجة الحيوية، يتم تعيينها وهيكلتها وفك ترميزها من خلال التصوير الخلوي المجهري باستخدام نوع متخصص من المجاهر الضوئية الذي يتفوق على غيره من الانواع في الدقة(بالإنجليزية:RESOLUTION) والوضوح في التمييز بين الجسيمات والاجزاء الصغيرة ويدعى (epifluorescent microscope
ويكون ذلك بمكان قادر على تشفير وتعيين آلاف الجزيئات من المركبات الثنائية ذات الروابط الهيدروجينية من حمض الاسيتيك في عينة واحدة (مقطع من نسيج أو عينة خلوية عالية الوضوح).
مصطلح «توبونوم» مشتق من كلمات اغريقية قديمة الأولى تسمى (توبوس) وتعني مكان أو موقع والثانية تسمى (نوموس) وتعني قاعدة أو قانون، واما مصطلح (توبونمكس) فهو يرجع لدراسة التوبونومات، وقد تم إنشاؤه وتقديمه بواسطة العالم وولتر سكابرت في 2003 .
ان هذا المصطلح يعنون حقيقة ان هذه الشبكة من المركبات والجزيئات الحيوية في الخلايا والانسجة تتبع قواعد طوبوغرافية تحدد وظائف واعمال منسقة ومنظمة.

## أمثلة
التوبونوم الخاص بسطح الخلية يدعم شيفرة الشبكة التفاعلية للبروتينات التي تعمل على تنفيذ حركة الخلية «شيفرة التوصيل أو الإيصال» 
هذا العمل يعتمد داخليا على الترتيب المكاني الخاص للمركبات الثنائية من حمض الاسيتيك ذات الروابط الهيدروجينية سواءا المتشابهة أو المختلفة منها، مع التنظيم المكاني على طول سطح الغشاء الخلوي.

## التنظيم المكاني
هذا التنظيم المكاني يتكرر مع الوقت عندما تحاول الخلية الدخول في مرحلة استكشاف انتقالا من مرحلة التكوّر (وهي مرحلة زمانية أيضا) ، ان شيفرة التوبونوم المكاني تنظم وتعمل بشكل وراثي بالإضافة إلى مركبات وجزيئات مساعدة مثل المركبات الحيوية الرئيسة، والمركبات الحيوية الغير منشطرة أو الغير مشاطرة، والمركبات البديلة التي ترتبط مع المركبات الحيوية الرئيسة بأشكال مختلفة، وتم اظهار ان تثبيط المركبات الحيوية الرئيسة على سطح الغشاء الخلوي يؤدي إلى تفكك الشبكة الجزيئية الحيوية المتماثلة وفقدان الوظيفة القائمة.